# 井上宗迪
井上 宗迪（いのうえ むねみち、1941年 - 2011年）は、日本の国際経済学者である。茨城県水戸市出身。

## 経歴
1965年一橋大学を卒業し、丸紅株式会社に企業エコノミストとして入社。1970年から1972年にかけて英国ケンブリッジ大学大学院（指導教官リチャード・ストーン教授ケインズの愛弟子 ノーベル経済学受賞者）同大学応用経済研究所研究員。1979年から1981年までハーバード大学フェロー。2006年8月英国オックスフォード大学ラウンド・テーブル「21世紀の世界秩序を考える会」（通称アングロサクソン会議・参加者　全世界から34名）日本代表であった。
日・米・欧 世界経済に精通した国際エコノミストで、経済学における専門は、国際マクロ経済・外為経済。特に、ライシャワーの来日の際の通訳兼秘書、キシンジャー研究所において日本経済研究を行っていた。また、最後の相場師としてしられる是川銀蔵から“最も信頼できるエコノミスト”として評価され、その後、かれの投資顧問を務めた。
日本政府7省庁の各種委員会の助言役と、米国政府3省庁の助言役も務める。全国各地域において、経営者を対象とした経済経営塾開催等で活躍しながら、ベンチャー企業の育成に専念した。
東京工業大学、立教大学、早稲田大学で経済論等を担当。丸紅調査情報部課長・部長補佐、国際経済研究室長を歴任。多摩大学経営情報学部・大学院教授、国際医療福祉大学教授を経て2011年死去。

## 著書
- 総合商社 : 情報戦略と全体像　（TBSブリタニカ、1983年7月）
- 景気は読める　（筑摩書房　ちくまセミナー、1983年8月）
- 経済数字に強くなる方法 : 見えない経済を読む実践テクニック85　（ごま書房　ゴマセレクト、1984年1月）
- ミニトレンドの読み方 : 3年後のビジネス・チャンスを先取りする　（ごま書房　ゴマセレクト、1984年10月）
- 組織革命 : どう変えれば活性化するか　（ティビーエス・ブリタニカ、1985年6月）
- ザ・会社四季報 : ここまで使いこなせばトップに立てる　（ネスコ　NESCO books、1985年6月）
- 商社　（日本経済新聞社、1985年6月）
- 日本経済・変化の読み方 : 「1割国家」は、世界とどう交差しているのか　（PHP研究所、1985年8月）
- ウォールストリートジャーナルに出る英語 : この1冊で世界経済が丸わかり　（ごま書房　ゴマセレクト、1985年11月）
- 経済天気図の読み方 : 10年後日本のトレンドはこう変わる　（ダイヤモンド社、1985年11月）
- 会社衰亡の12法則　-あなたのところにこんな兆候はないか-　（ごま書房　ゴマセレクト、1986年1月）
- 日刊工業新聞の読み方 : 商売カン仕事カン技術カンが身につく　（ごま書房　ゴマセレクト、1986年11月）
- シミュレーション日本経済・1987 : 企業は社会はどうなるか　（斎藤精一郎と共著、PHP研究所 、1987年2月）
- 円高で会社と産業はどう変わるか　（日本実業出版社、1987年5月）
- 危機の経済学 : 日本はほんとうに危ないのか　（ごま書房、1987年7月）
- 経済英語に強くなる : ビジネスマン必携!　（サンケイ出版、1987年7月）
- 景気を読む　（筑摩書房　ちくま文庫、1988年2月）
- アメリカ経済赤字の嘘 : 大恐慌は絶対に起こらない　（ネスコ、1988年4月）
- 会社選択の3原則 : 21世紀の産業地図　（日本経済新聞社、1988年9月）
- アメリカ経済を読む : 変わる日米経済関係　（講談社　講談社現代新書、1989年12月）
- 円と株と景気のゆくえ　（富山県職員研修所　	職員カルチュアブック、1990年3月）
- 通勤電車で読む経済数学入門 : 世界がわかる、日本が見える　（光文社　カッパ・ブックス、1990年10月）
- 『フォーチュン』ビジネスボキャブラリー : 1日1レッスン20日で完全マスター　（S.S.コミュニケーションズ、1990年10月）
- 経済用語の意味がわかる辞典　（日本実業出版社、1991年7月）
- 通勤電車で読むこれからの日本経済 : 最重要キーワード38　（光文社　カッパ・ブックス、1991年9月）
- 景気の先を読む経済数字基本23 : <どん底>から<上昇>へ転ずるとき　（光文社　カッパ・ブックス、1993年1月）